# Bandiera del Belize
La bandiera del Belize venne adottata il 21 settembre 1981 a seguito dell'indipendenza dal Regno Unito. La bandiera è blu con due strisce rosse orizzontali alle estremità ed un disco bianco al centro, sul quale campeggia lo stemma nazionale. La bandiera è uno sviluppo della precedente bandiera dell'Honduras Britannico (nome con cui il Belize era conosciuto in precedenza), che venne stabilita nel 1950 quando l'Honduras Britannico iniziò il suo percorso verso l'indipendenza. Le due strisce rosse vennero aggiunte al disegno originale a seguito di quest'ultima.

È usata come bandiera di comodo.

## Bandiere storiche

Bandiera dell'Honduras britannico (1870-1919)
Bandiera dell'Honduras britannico (1919-1973) e del Belize britannico (1973-1981)
Bandiera civile non ufficiale del Belize (1950-1981)